# YOU惑-MAY惑
『YOU惑-MAY惑』は、1984年7月5日に発売された、THE GOOD-BYEの4枚目のシングルである。

## 概要
本曲が、シングル曲でオリコン10位内に入った最後の楽曲である。

## 収録曲
- SIDE A

1. YOU惑-MAY惑 [2:51]
作詞:野村義男／作曲:曽我泰久／編曲:THE GOOD-BYE
  - 味の素 マーガリン「マリーナ」CMソング。

- SIDE B

1. LOVE AGAIN [3:00]
作詞・作曲・編曲:THE GOOD-BYE
  - CF用に作られたメロディーを発展させた曲。THE GOOD-BYE 出演の「味の素 マリーナ」CMソング。

## 楽曲の収録アルバム
- Good Vibrations（#1）
- OLDIES BUT Good-Buy!（#1）
- Anthology 1983〜1990（#1、#2）
- READY! STEADY!! THE GOOD-BYE!!!（#1、#2）
- Good Vibrations（リマスター盤）（#1、#2）